# U 1 (U-Boot, 1906)
U 1 ist das erste deutsche Militär-U-Boot und wurde am 14. Dezember 1906 von der deutschen Kaiserlichen Marine in Dienst gestellt. Heute befindet sich U 1 im Deutschen Museum in München.

## Vor- und Entwicklungsgeschichte

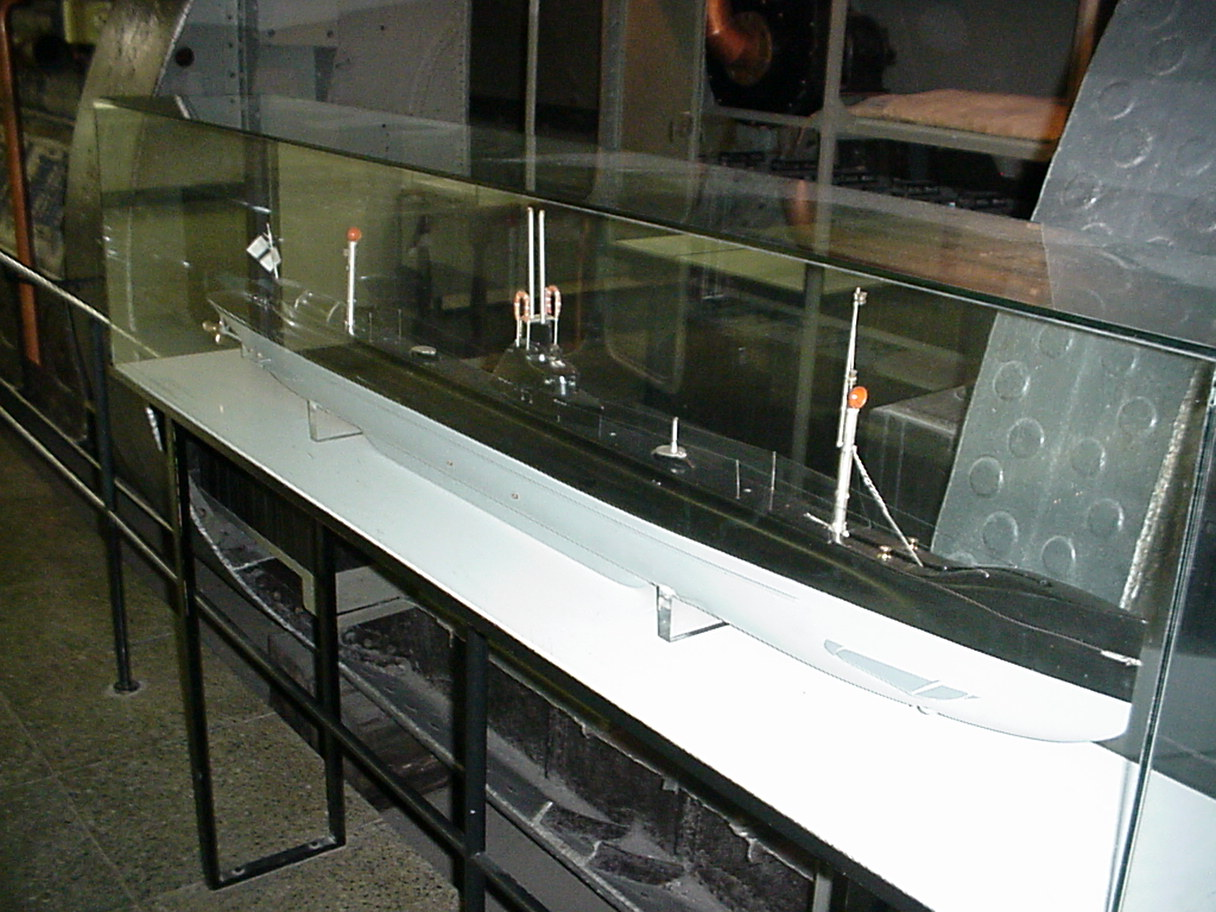
Modell von U 1

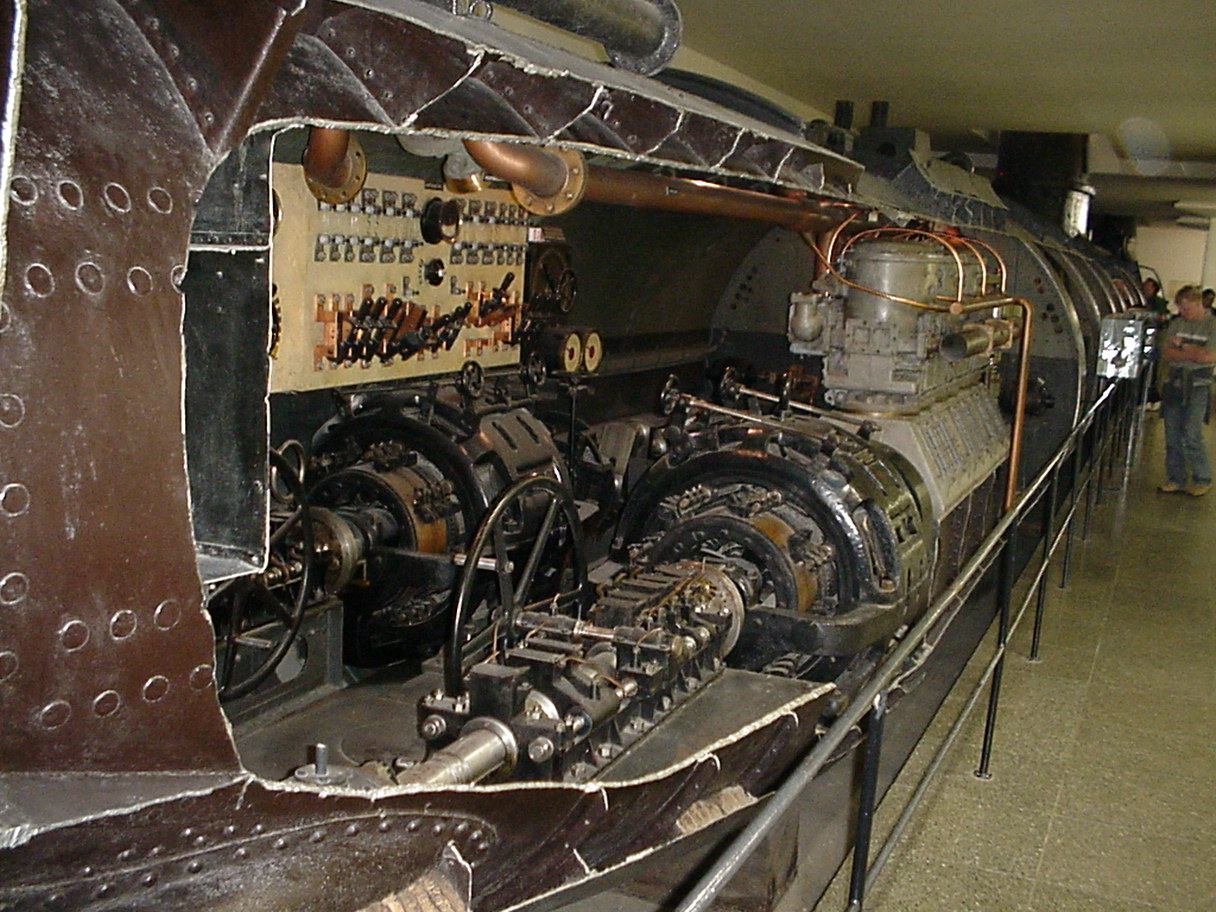
U 1 im Deutschen Museum

Nach dem erfolgreichen Test des Experimental-U-Boots Forelle im Jahre 1902 gab das Reichsmarineamt nach langem Zögern dem Marineingenieur Gustav Berling am 4. April 1904 den Auftrag, ein U-Boot zur Seekriegsführung zu bauen. Berling wandte sich an die Germaniawerft in Kiel. Dabei lehnte sich sein Entwurf an die drei zuvor an Russland exportierten U-Boote der Karp-Klasse an. Maßgeblich basierte das Boot auf den Patenten des bei Krupp beschäftigten spanischen Ingenieurs Raimundo Lorenzo de Equevilley Montjustín, der zuvor für den führenden französischen U-Boot-Konstrukteur Maxime Laubeuf gearbeitet hatte (zu Laubeuf siehe auch Narval). Das U-Boot kostete 1.905.000 Goldmark.
Um den Ansprüchen des Reichsmarineamts an das neue U-Boot zu genügen, mussten allerdings einige konstruktive Änderungen vorgenommen werden, wodurch sich der Bau des Bootes verzögerte. Der Leiter des Reichsmarineamtes, Alfred von Tirpitz, verlangte ein Unterseeboot mit einer Verdrängung von 347 Tonnen, einem Aktionsradius von 1.400 sm (2.593 km) und Geschwindigkeiten von 10,8 kn (20 km/h) über und 8,7 kn (16 km/h) unter Wasser.
Im April 1905 wurde schließlich mit dem Bau begonnen. Die wesentlichen Neuerungen gegenüber der Forelle betrafen – neben den Größenausmaßen – hauptsächlich den Druckkörper, die horizontale Anordnung der Torpedorohre sowie den Antrieb. Bei U 1 handelt es sich um ein sogenanntes Zweihüllenboot. Es war als U-Boot für den Einsatz im Küstenbereich konzipiert.

## Technik
Das U-Boot war 42,39 m lang, 3,80 m breit und hatte eine Verdrängung von 238 Tonnen aufgetaucht und 283 Tonnen
getaucht. Es bot Platz für zwölf Mann Besatzung sowie zwei Offiziere und hatte später 21 Mann Besatzung und drei Offiziere. Seine Tauchzeit betrug rund zwölf Stunden, in denen es unter Wasser bleiben konnte bei einer maximalen Tiefe von bis zu 30 m. Außerdem sollten aus Sicherheitsgründen statt gefährlicher Benzinmotoren, mit denen bis dahin schlechte Erfahrungen gemacht wurden, zwei je 294 kW (400 PS) starke Sechszylinder-Zweitakt-Petroleummotoren von Körting eingesetzt werden, die jedoch zu dieser Zeit erst noch fertig gebaut werden mussten. Für die Unterwasserfahrt wurde zudem auf ebenso starke Modyn-Elektromotoren von DEW gesetzt. Somit wurden Geschwindigkeiten von 10 kn (über Wasser) bei einem Aktionsradius von bis zu 1.500 sm erreicht. Getaucht erreichte das U-Boot 5 kn bei einer Reichweite von 50 NM. Drei mitgeführte Torpedos konnten über ein Bugtorpedorohr verschossen werden.

## Indienststellung
Es wurde nach mehreren Testfahrten am 14. Dezember 1906 als erstes deutsches Militär-U-Boot von der Kaiserlichen Marine als SM U 1 in Dienst gestellt. Sein erster Kommandant war Kapitänleutnant Erich von Boehm-Bezing.

## Einsatz und Verbleib
U 1 wurde ausschließlich zu Testzwecken und als Schulungsboot eingesetzt. Heimathafen war Eckernförde, wo zur Erprobung aller U-Boote ein U-Boot-Anleger, der so genannte Isern-Düker-Steg, gebaut wurde. Im September 1907 legte das Boot unter schwierigen Witterungsverhältnissen eine Fahrt von 587 Seemeilen von Wilhelmshaven um Dänemark nach Kiel zurück. 1919 sollte es, wie alle anderen deutschen U-Boote, zerstört oder ausgeliefert werden, wurde dann aber am 14. Dezember 1919 außer Dienst gestellt und von Oskar von Miller, dem Gründer des Deutschen Museums, gerettet. Das teilweise abgewrackte Boot wurde in Einzelteilen per Eisenbahn nach München transportiert. Es befindet sich dort seit 1921 und ist bis heute als Ausstellungsstück des Deutschen Museums zu besichtigen.